# 펑좡역
펑좡역(중국어: 丰庄站, 영어: Fengzhuang Station)은 중화인민공화국 상하이 자딩 구에 위치한 지하철 13호선 역이다.